# 牌坊 (湟中区)
牌坊，位于中华人民共和国青海省西宁市湟中区海子沟乡阿滩村，为青海省市县级文物保护单位，公布日期为1987年2月27日，类型为古建筑。
牌坊的历史年代为清。